# علنج دائري
علنج دائري (الاسم العلمي:Alangium circulare) هو نوع من النباتات يتبع جنس العلنج من الفصيلة القرانية.